# Oxymirus mirabilis
Oxymirus mirabilis är en skalbaggsart som först beskrevs av Victor Ivanovitsch Motschulsky 1838.  Oxymirus mirabilis ingår i släktet Oxymirus och familjen långhorningar.
Artens utbredningsområde är Iran. Inga underarter finns listade i Catalogue of Life.